# USS Hamilton (DD-141)
USS Hamilton (DD–141) là một tàu khu trục thuộc lớp Wickes của Hải quân Hoa Kỳ trong giai đoạn Chiến tranh Thế giới thứ nhất, tiếp tục phục vụ trong Chiến tranh Thế giới thứ hai khi được cải biến thành tàu quét mìn nhanh DMS-18, rồi thành tàu phụ trợ AG-111 trước khi ngừng hoạt động và tháo dỡ sau khi chiến tranh kết thúc. Nó là chiếc tàu chiến thứ hai của Hải quân Hoa Kỳ được đặt tên theo Trung úy Archibald Hamilton.

## Thiết kế và chế tạo
Hamilton được đặt lườn vào ngày 8 tháng 6 năm 1918 tại Xưởng hải quân Mare Island, Vallejo, California. Nó được hạ thủy vào ngày 15 tháng 1 năm 1919, được đỡ đầu bởi cô Dolly Hamilton Hawkins, cháu 5 đời của Trung úy Hamilton, và được đưa ra hoạt động vào ngày 7 tháng 11 năm 1919 dưới quyền chỉ huy của Hạm trưởng, Thiếu tá Hải quân R. G. Coman.

## Lịch sử hoạt động

### Những năm giữa hai cuộc thế chiến
Đặt căn cứ tại San Diego, Hamilton tham gia các cuộc tập trận và cơ động dọc theo bờ biển California cùng với Hải đội Khu trục 17. Vào mùa Hè năm 1920, nó còn tham gia các cuộc thực hành ngư lôi và thả khói bảo vệ tại vùng biển Hawaii. Các cuộc tập trận và thực hành sẵn sàng chiến đấu trải rộng từ bờ biển Thái Bình Dương cho đến Hawaii được tiếp tục cho đến khi Hamilton được cho xuất biên chế tại San Diego vào ngày 20 tháng 7 năm 1922.
Hamilton nhập biên chế trở lại vào ngày 20 tháng 1 năm 1930, và sau khi chạy thử máy, đã chuyển đến cảng nhà mới ở Norfolk vào ngày 26 tháng 11. Nó phục vụ cùng Lực lượng Tuần tiễu, hoạt động dọc theo vùng bờ Đông Hoa Kỳ suốt năm 1931, rồi quay trở lại San Diego vào tháng 1 năm 1932. Sau một năm hoạt động canh phòng máy bay và tập trận dọc theo bờ biển California, nó lại được chuyển sang vùng bờ Đông, đi đến Norfolk vào ngày 29 tháng 1 năm 1933. Đặt căn cứ tại Newport, Rhode Island, nó phục vụ cùng Lực lượng Tuần tiễu trong các hoạt động tại chỗ và thực hành cho đến năm 1939. Khi Chiến tranh Thế giới thứ hai nổ ra tại Châu Âu vào mùa Thu năm đó, Hamilton tham gia cùng các tàu khu trục khác hộ tống tàu bè Hoa Kỳ và các tàu trung lập khác đi về phía Bắc đến tận Iceland và Greenland. Nó tiếp tục nhiệm vụ này cho đến khi được cải biến thành một tàu quét mìn nhanh vào tháng 6 năm 1941. Được xếp lại lớp với ký hiệu lườn DMS-18 vào ngày 17 tháng 10 năm 1941, nó tiếp tục nhiệm vụ tuần tra dọc theo bờ Đông và tại khu vực Bắc Đại Tây Dương.

### Thế Chiến II
Sau khi Hải quân Nhật bất ngờ tấn công Trân Châu Cảng vào ngày 7 tháng 12 năm 1941 thúc đẩy Hoa Kỳ tham chiến, Hamilton làm nhiệm vụ bảo vệ các đoàn tàu vận tải ven biển từ New York về phía Nam đến tận vùng Kênh đào Panama. Khu vực biển Caribe và vùng biển ngoài khơi mũi Hatteras đặc biệt đầy dẫy tàu ngầm U-boat Đức, và hơn một lần Hamilton đã tấn công các tàu U-boat trông thấy trên mặt nước hay phát hiện qua máy dò âm. Vào ngày 9 tháng 6 năm 1942 Hamilton cứu vớt 39 người sống sót từ chiếc Gannet bị trúng ngư lôi về phía Bắc Bermuda.
Việc đổi chiều trong chiến tranh đã kéo Hamilton khỏi nhiệm vụ hộ tống vận tải duyên hải vào mùa Thu năm 1942, khi nó được điều động vào thành phần tham gia Chiến dịch Torch, cuộc đổ bộ của lực lượng Đồng Minh lên Bắc Phi. Nó khởi hành vào ngày 24 tháng 10 cùng với Lực lượng Đặc nhiệm 34 dưới quyền Chuẩn đô đốc Henry Kent Hewitt, một phần của hạm đội đổ bộ khổng lồ. Hai tuần sau, nó tuần tra ngoài khơi vùng biển Maroc, làm nhiệm vụ bảo vệ chống tàu ngầm và hỗ trợ hỏa lực cho đợt tấn công đầu tiên, khi Đồng Minh đổ bộ lên Casablanca, Oran và Algiers vào ngày 8 tháng 11 năm 1942. Hamilton tiếp tục ở lại ngoài khơi bờ biển Bắc Phi cho nhiệm vụ quét mìn và hộ tống từ Casablanca cho đến tháng 12, khi nó lên đường quay trở về Xưởng hải quân Brooklyn, đến nơi vào ngày 26 tháng 12. Trong một năm tiếp theo nó hoạt động hộ tống vận tải, trải rộng từ Iceland cho đến vùng biển Caribe.
Khởi hành từ vào ngày Norfolk 3 tháng 12 năm 1943, Hamilton băng qua kênh đào Panama năm ngày sau đó và đi đến San Diego vào ngày 16 tháng 12. Từ đây, nó tiếp tục đi Trân Châu Cảng, và sau một giai đoạn huấn luyện ngắn, lại lên đường đi đảo san hô Kwajalein, mục tiêu chính tại quần đảo Marshall. Khi lực lượng Thủy quân Lục chiến đổ bộ lên bờ tại đây vào ngày 31 tháng 1 năm 1944, Hamilton làm nhiệm vụ bảo vệ các tàu vận tải và hỗ trợ hỏa lực cho cuộc chiếm đóng. Khi Kwajalein được bình định, nó rút lui về Noumea, Nouvelle-Calédonie để chuẩn bị cho cuộc chiếm đóng quần đảo Admiralty.
Tại Nouméa, Hamilton gia nhập một lực lượng gồm thêm ba tàu khu trục sàn phẳng cũ được cải biến thanh tàu quét mìn nhanh: Hovey, Long và Palmer, để hình thành nên một đơn vị quét mìn sơ khởi. Nhiệm vụ của các con tàu này là đi vào vùng cảng đối phương ba đến năm ngày trước ngày D để quét mìn và chuẩn bị khu vực thả neo an toàn cho lực lượng đổ bộ. Thực hiện dưới hỏa lực pháo duyên hải đối phương, công việc nguy hiểm này chịu tổn thất rất lớn; trong đơn vị ban đầu chỉ có Hamilton sống sót qua chiến tranh.
Dưới hỏa lực kháng cự không hề tắt của đối phương, Hamilton và nhóm của nó tiến vào cảng Seeadler thuộc quần đảo Admiralty vào ngày 2 tháng 3 năm 1944 để bặt đầu các hoạt động quét mìn. Sau khi cuộc tấn công được tung ra, nó tiếp tục ở lại khu vực chiến trường bảo vệ các tàu vận chuyển và tuần tra chống tàu ngầm cho đến đầu tháng 4, khi nó quay về Nouméa để chuẩn bị cho cuộc đổ bộ lên Aitape. Sau các hoạt động quét mìn tại đây trước khi diễn ra cuộc đổ bộ vào ngày 22 tháng 4, nó làm nhiệm vụ quét mìn trong khu vực quần đảo Solomon, rồi chuẩn bị cho chiến dịch chiếm đóng quần đảo Mariana.
Tiến vào cảng Saipan vào ngày 13 tháng 6, Hamilton giúp dọn đường cho cuộc tấn công. Cuộc chiếm đóng Saipan quan trọng không chỉ riêng bản thân nó, mà còn dẫn đến Trận chiến biển Philippine trong các ngày 19 và 20 tháng 6, vốn còn có tên lóng là "Cuộc săn vịt trời Marianna vĩ đại" vì số lượng lớn máy bay Nhật bị bắn rơi. Máy bay cất cánh từ tàu sân bay và tàu chiến dưới quyền chỉ huy của các Đô đốc Raymond A. Spruance và Marc A. Mitscher đã tiêu diệt hầu hết máy bay trên tàu sân bay Nhật, bắn rơi 395 máy bay và 31 thủy phi cơ. Ngoài ra, các tàu ngầm Cavalla và Albacore đã đánh chìm các tàu sân bay hạm đội Nhật Shōkaku và Taihō trong khi máy bay có công đánh chìm chiếc thứ ba, tàu sân bay hạng nhẹ Hiyō.
Vào ngày mà sự kháng cự có tổ chức của Nhật tại Saipan kết thúc, 9 tháng 7, Hamilton khởi hành từ Eniwetok để tham gia bắn phá và quét mìn chuẩn bị cho cuộc đổ bộ tiếp theo tại Guam. Lần này, một giai đoạn bắn phá kéo dài diễn ra trước khi nó tiến vào cảng; và vào ba ngày trước ngày D, 21 tháng 7, nó bắt đầu quét mìn lối ra vào. Sau khi bảo vệ các tàu vận chuyển ở khu vực phía sau, nó quay trở về Trân Châu Cảng để sửa chữa. Hoạt động quét mìn tiếp theo của nó là tại Pepeliu. Đi đến ngoài khơi Palaus vào ngày 12 tháng 9 năm 1944, Hamilton hợp cùng đơn vị của nó rà soát qua các eo biển bị rải mìn dày đặc; chỉ riêng tại eo biển Kossol, các tàu khu trục quét mìn đã phá hủy 116 quả mìn. Vì thành tích này mà đơn vị quét mìn của Hamilton được tặng thưởng danh hiệu Đơn vị Tưởng thưởng Hải quân. Sau khi hoàn thành nhiệm vụ bảo vệ các tàu vận chuyển, nó hộ tống các đoàn tàu vận tải từ khu vực tập trung đi đến Palaus để chuẩn bị cho chiến dịch chiếm đóng quần đảo Philippine.
Nó khởi hành từ đảo Manus thuộc quần đảo Admiralty vào ngày 10 tháng 10 và đi vào vịnh Leyte vào ngày 17 tháng 10. Ba ngày trước khi các sư đoàn Lục quân đổ bộ lên bờ, Hamilton rà quét các eo biển chung quanh đảo Diriagat và vịnh Looc dọc đường tiến vào các bãi đổ bộ. Hạm đội thường xuyên chịu đựng các cuộc không kích của đối phương. Trong Trận chiến vịnh Leyte diễn ra sau đó từ ngày 23 đến ngày 26 tháng 10, Hải quân Đế quốc Nhật Bản hầu như bị đánh bại; tàu ngầm, máy bay và hạm tàu nổi Hoa Kỳ đã đánh chìm ba thiết giáp hạm, bốn tàu sân bay, sáu tàu tuần dương hạng nặng và bốn tàu tuần dương hạng nhẹ cùng chín tàu khu trục. Tổn thất về phía Mỹ là hai tàu sân bay hộ tống, một tàu sân bay hạng nhẹ và ba tàu khu trục. Trận chiến này đã đặt dấu chấm hết cho Nhật Bản như là một cường quốc hải quân có mối đe dọa quan trọng; và dọn đường cho những cuộc tấn công cuối cùng nhắm vào chính quốc Nhật Bản.
Đi đến Manus vào ngày 31 tháng 10, Hamilton được bảo trì, sửa chữa và nghỉ ngơi trước khi lại lên đường vào ngày 23 tháng 12 chuẩn bị cho việc đổ bộ lên vịnh Lingayen. Khi chiếc tàu quét mìn vượt qua eo biển vào ngày 6 tháng 1 năm 1945, máy bay tấn công cảm tử kamikaze đối phương hết đợt này đến đợt khác lao đến tấn công. Nó đã vượt qua các cuộc không kích này mà không thiệt hại; và sau khi lực lượng tấn công đổ bộ lên vịnh Lingayen vào ngày 9 tháng 1, nó tiếp tục ở lại khu vực làm nhiệm vụ bảo vệ và hộ tống vận tải cho đến ngày 1 tháng 2, khi nó lên đường đi Saipan.
Từ Saipan, Hamilton lại đi đến khu vực chiến sự, lần này ngoài khơi Iwo Jima. Bắt đầu hoạt động quét mìn từ ngày 16 tháng 2, nó không chịu hư hại hay thương vong nào, nhưng đã phải trợ giúp cho tàu chị em Gamble bị mất động lực do trúng trực tiếp một quả bom vào ngày 18 tháng 2. Ngoài việc trợ giúp dập tắt các đám cháy dữ dội, nó còn chuyển lên tàu để săn sóc những người bị thương nặng. Sau khi lực lượng Thủy quân Lục chiến đổ bộ lên Iwo Jima vào ngày 19 tháng 2, Hamilton tuần tra ngoài khơi hòn đảo cho đến ngày 27 tháng 2, rồi quay trở lại đây vào ngày 7 tháng 3 trong vai trò hộ tống một đoàn tàu vận tải tiếp liệu. Ba ngày sau, nó lên đường quay trở về Eniwetok; nhưng trên đường đi, nó đổi hướng để cứu vớt 11 người thuộc đội bay một chiếc B-29 Superfortress bị rơi vào ngày 11 tháng 3.
Hamilton quay về Trân Châu Cảng ngang qua Eniwetok vào ngày 25 tháng 3 năm 1945, và sau một đợt huấn luyện ngắn, hướng trở về nhà. Khi băng qua bên dưới cầu Golden Gate vào ngày 8 tháng 4, chiếc tàu khu trục đã thực hiện hành trình trên 100.000 hải lý (190.000 km) khắp Thái Bình Dương. Được dự định đại tu và hiện đại hóa, nó đi vào ụ tàu tại Richmond, California; nhưng nó được xếp lớp lại như một tàu phụ trợ với ký hiệu lườn AG-111 vào ngày 6 tháng 5 năm 1945 và được đưa ra khỏi ụ tàu. Con tàu kỳ cựu trải qua những tháng cuối cùng của chiến tranh tiến hành các hoạt động thử nghiệm quét mìn dọc theo bờ biển California ngoài khơi Santa Barbara. Hai tuần trước khi Nhật Bản đầu hàng, Hamilton đi đến căn cứ khu trục tại San Diego, nơi nó được cho ngừng hoạt động vào ngày 16 tháng 10 năm 1945. Lườn tàu được bán cho hãng Hugo Neu tại Thành phố New York để tháo dỡ vào ngày 21 tháng 11 năm 1946.

## Phần thưởng
Hamilton được tặng thưởng chín Ngôi sao Chiến trận do thành tích phục vụ trong Thế Chiến II.